# (9079) Gesner
(9079) Gesner ist ein Asteroid des Hauptgürtels, der am 10. August 1994 vom belgischen Astronomen Eric Walter Elst am La-Silla-Observatorium (IAU-Code 809) der Europäischen Südsternwarte in Chile entdeckt wurde.
Der Asteroid wurde am 6. Januar 2003 nach dem Schweizer Arzt und Naturforscher Conrad Gessner (1516–1565) benannt.